# Маркиш, Силвину Силвериу
Силвину Силвериу Маркиш (порт. Silvino Silvério Marques, 23 марта 1918, Назаре, Португалия — 1 октября 2013, Лиссабон, Португалия) — португальский военный деятель и колониальный администратор, генерал-губернатор Анголы (1962—1966 и 1974).

## Биография
Окончил военное училище и начал свою армейскую карьеру. Являлся членом Ависского ордена.
- 1958—1962 гг. — губернатор Кабо-Верде,
- 1962—1966 гг. — генерал-губернатор Анголы,
- 1967—1970 гг. — директор металлургической корпорации Siderurgia Nacional,
- 1971—1973 гг. — и. о. директора управления по военной техники и второй командующий военным округом в Мозамбике,
- 1973—1974 гг. — начальник управления военного образования Генерального штаба,
- июнь-июль 1974 гг. — генерал-губернатор Анголы. Его назначение вызвало протесты сторонников независимости и приветствия консерваторов. Произошли кровопролитные столкновения в трущобах Луанды, белые поселенцы создали Ангольский фронт сопротивления. Результатом стало быстрое отстранение от должности.

В 1975 году уволен в запас.

## Награды
| Страна     | Дата                              | Награда                              | Награда                                     | Литеры |
| ---------- | --------------------------------- | ------------------------------------ | ------------------------------------------- | ------ |
| Португалия | 27 сентября 1958 —                | Командор                             | Военного ордена Святого Бенедикта Ависского | ComA   |
| Португалия | 14 января 1954 — 27 сентября 1958 | Офицер                               | Военного ордена Святого Бенедикта Ависского | OA     |
| Португалия | 3 ноября 1963 —                   | Командор ордена Колониальной империи | Командор ордена Колониальной империи        | ComIC  |
| Бразилия   | 21 октября 1969 —                 | Командор ордена Военных заслуг       | Командор ордена Военных заслуг              |        |